# Saint-Léger-du-Bourg-Denis
Saint-Léger-du-Bourg-Denis – miejscowość i gmina we Francji, w regionie Normandia, w departamencie Sekwana Nadmorska.
Według danych na rok 1990 gminę zamieszkiwały 2772 osoby, a gęstość zaludnienia wynosiła 986 osób/km² (wśród 1421 gmin Górnej Normandii Saint-Léger-du-Bourg-Denis plasuje się na 83. miejscu pod względem liczby ludności, natomiast pod względem powierzchni na miejscu 852.).